# Средневековая техника
Средневековая техника характеризует технологический уровень человечества накануне Великих географических открытий. 
Несмотря на дурную славу Средневековья как эпохи застоя и кризиса, тем не менее именно в этот период был усовершенствован водный транспорт (каракка), позволивший совершать кругосветные плавания. В немалой степени дальние плавания стали возможны благодаря навигационным приборам: астролябии и компасу. Для определения времени c X века начинают использоваться механические часы, которые размещались на башнях ратуш европейских городов. Роджер Бэкон изобретает очки (XIII в.). Развиваются и информационные технологии: появляется бумага, на которую с помощью чернил и перьев наносятся знаки.

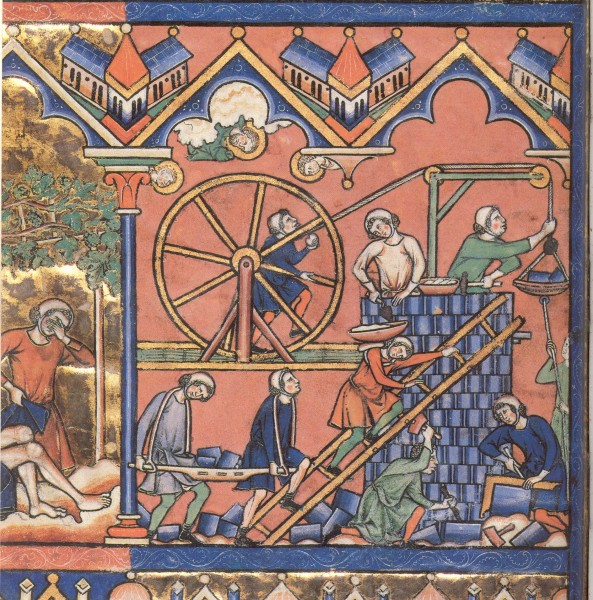
Изображение подъёмного крана, применявшегося в строительстве (XIII век)

Готические соборы превзошли по высоте пирамиды Древнего Египта. Пирамида Хеопса имела высоту 146 метров и считалась одним из семи чудес света, однако возведенный к началу XIV века Линкольнский собор превысил пирамиду Хеопса на 15 метров. Во многом это стало возможным благодаря применению стрельчатой арки. Широкое распространение получают как водяные, так и ветряные мельницы. Если водяная мельница была известна еще Витрувию, то ветряные мельницы появились в Иране в VII веке. Если сначала мельницы использовались для помола зерна, то затем вращающийся вал стали применять в различных видах мануфактурного производства, в т.ч. и для производства сукна, дробления руды, изготовления бумаги, распиливания древесины или приведения в движение кузнечных мехов. Усовершенствуется агротехника: появляются колесный плуг и хомут (IX в.). На смену античным колесницам приходит средневековая кавалерия, немыслимая без изобретения стремени.  
В XIV-XV века появились землеройная машина, подъёмный кран, домкрат. 
В эпоху Средневековья зарождается огнестрельное оружие. Новых высот достигает металлообработка. Распространение получают длинные клинки из стали (Дамасская сталь). В конце Средневековья на смену горну приходит доменная печь (XIV в.), которая позволила достичь температуры в 1200 градусов С и плавить чугун, что было необходимо для литья пушек и снарядов к ним.